# Cystidia lienpingensis
Cystidia lienpingensis är en fjärilsart som beskrevs av Eugen Wehrli 1939. Cystidia lienpingensis ingår i släktet Cystidia och familjen mätare. Inga underarter finns listade i Catalogue of Life.